# 1058 Grubba
Grubba (asteroide 1058) é um asteroide da cintura principal, a 1,7842992 UA. Possui uma excentricidade de 0,187668 e um período orbital de 1 189,04 dias (3,26 anos).
Grubba tem  uma inclinação de 3,68964º.
Esse asteroide foi descoberto em 22 de Junho de 1925 por Grigory Shajn.